# گربه‌کوسه‌ماهیان

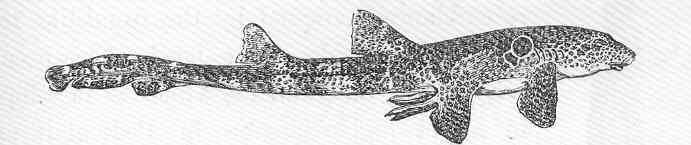

گربه کوسه ماهیان یا بمبک گربه ماهیان (Hemiscylliidae) خانواده ای هستند از راسته فرش‌کوسه‌ها (Orectolobiformes).
گربه‌کوسه‌ماهیان کوسه‌هایی کوچک با تنه‌ای استوانه‌ای یا تا حدی از بالا به پایین فشرده هستند. پیش دم استوانه‌ای و اندکی طویل تر از تنه‌است و ممکن است برجستگی‌های جانبی در طرفین تنه و دم وجود داشته باشند یا دیده نشوند.
سر توسعه جانبی نیافته و استوانه‌ای یا تا اندازه‌ای از بالا به پایین فشرده‌است.
دارای پنج شکاف آبششی کوچک هستند که سه شکاف آخر بر روی قائده باله سینه‌ای قرار دارند و انتهای بالایی آن‌ها به سطح فوقانی سر نمی‌رسد، فاقد پالاینده‌ها یا خارهای آبششی در مدخل شکاف آبششی هستند.
اسپیراکل‌ها بسیار درشت هستند و در قسمت خلفی و پایین چشم‌ها قرار دارند.
بینی دارای سبیلک‌ها، شیارهای بینی دهانی و شیارهای پیرامونی منفذ بینی در نزدیک جلوی دهان است.
چشم‌ها در بالا و قسمت میانی طرفین سر قرار دارند و فاقد پلک سوم هستند.
پوزه کوتاه یا تا حدی بلند و کمی از بالا به پایین فشرده، سهمی تا بسیار گرد است که چندان پهن و تیغه مانند نبوده و فاقد سبیلک و زوائد جانبی است.
دهان کوچک و تقریباً عرضی است که کاملاً در جلوی چشم‌ها واقع شده‌است، واجد چین‌های لبی نسبتاً بزرگ بر روی هر دو آرواره است که چین‌های بالایی تا جلوی دهان امتداد می‌یابد.
دندان‌ها کوچک هستند اما حالت تیغ مانند ندارند. دندان‌های بالا و پایین دارای یک نوک اصلی و نوک‌های فرعی کوچک هستند یا این نوک‌های فرعی را ندارند. بر روی آرواره‌های بالا و پایین دندان‌ها شبیه هم هستند و تمایزی بین دندان‌های میانی، جلویی، حد واسط، جانبی و عقبی وجود ندارد.
دارای دو باله پشتی بدون خار هستند که اولین باله اندازه‌ای متوسط و تا حدی زاویه دار داشته و بسیار کوچک‌تر از باله دمی است. ابتدای این باله در بالا یا عقب قائده باله‌های شکمی قرار دارد، دومین باله پشتی تقریباً هم اندازه اولین باله و از نظر شکل شبیه به هم هستند، باله مخرجی تا حدی بزرگ و بسیار پست، پهن و گرد است که ابتدای آن مشخصا در عقب قائده دومین باله پشتی قرار دارد و قاعده آن توسط یک بریدگی از باله دمی جدا شده‌است.
باله دمی به شدت نامتقارن و بسیار کوچک‌تر از نصف طول کل است. لبه پشتی این باله مواج نبوده و فاقد قطعه پایینی است، ولی در عرض بریدگی تحت انتهایی عمیقی دارد.
ستون مهره‌ها در باله دمی به سختی به سمت بالای محور بدن متمایل می‌شود.
ساقه دمی استوانه‌ای و فاقد فرو رفتگی‌های پیش دمی یا کیل است.
دریچه روده‌ای از نوع حلقه‌ای است.
از این خانواده در آب‌های جهان دو جنس با یازده گونه وجود دارد.
رنگ: پشت زرد رنگ، قهوه‌ای مایل به خاکستری است که در پایین بدن روشن‌تر می‌شود و با نقاط تیره یا روشن یا با پشتی تیره رنگ که بعضی اوقات در ماهیان بالغ محو می‌شوند.
پراکندگی و زیست‌شناسی: بمبک گربه‌ها گروه کوچکی از کوسه‌های آب‌های کرانه‌ای گرمسیری هستند که در اقیانوس هند و غرب اقیانوس آرام، به آب‌های قاره‌ای و نزدیک خشکی و اطراف جزایر محدود می‌شوند.
آن‌ها کف‌زیانی هستند که به آرامی بر روی بستر شنا می‌کنند.
اغلب با نیروی عضلانی باله‌های زوج خود از آب سنگ‌های صخره‌ای و مرجانی بالا می‌روند.
از بی مهرگان و ماهیان کوچک تغذیه می‌کنند و برای انسان خطری ندارند.
معمولاً اعضای این خانواده به خانواده گین گلی موستوماتیده و استگوستوماتیده شباهت دارند.

## گونه‌های مربوط بهایران
- گربه‌کوسه عربی: Chiloscyllium arabicum

یشینه درازا ۷۰ سانتی‌متر، پراکنش در سراسر خلیج فارس و اطراف چابهار.
- گربه‌کوسه خاکستری:  Chiloscyllium griseum

بیشینه درازا ۷۴ سانتی‌متر، در آب‌های لب شور و دریایی به سر می‌برند و با آب سنگ‌ها در ارتباط است، اهمیت شیلاتی دارد.
- گربه‌کوسه باریک:  Chiloscyllium indicum

یشینه درازا ۶۵ سانتی‌متر، کفزی است، و در آب‌های شیرین و دریایی به سر می‌برد، اهمیت شیلاتی دارد.
- گربه‌کوسه لکه‌دار: Chiloscyllium punctatum

بیشینه درازا ۱۰۴ سانتی‌متر، صید در اطراف بوشهر